# Таварес, Карлос
Карлос Таварес (порт. Carlos Tavares, родился 14 августа 1958 года) — португальский бизнесмен, является главным исполнительным директором корпорации Stellantis, одного из крупнейших автопроизводителей в мире, которая образована в результате слияния Groupe PSA и Fiat Chrysler Automobiles. Ранее был главным операционным директором в Renault.

## Биография
Карлос Таварес вырос в Лиссабоне, в семье учителя французского языка. Учился в Lycée Français Charles Lepierre в Лиссабоне, затем перешел в Lycée Pierre-de-Fermat в Тулузе в 1976 году, в которой посещал подготовительные классы. Закончил в École Centrale Paris, одну из старейших инженерных школ Франции.

## Карьера
Таварес начал свою карьеру в Renault в 1981 году. Работал в команде инженеров, затем директором проекта. С 2004 по 2011 год работал в компании Nissan, партнере Renault в альянсе Renault-Nissan (ныне Альянс Renault–Nissan–Mitsubishi). Был директором программ, затем вице-президентом по стратегии и планированию. В 2005 году вошел в совет директоров. С 2009 года курировал присутствие Nissan в Северной и Южной Америке.
В 2011 году вернулся в Renault и стал главным операционным директором, вторым руководителем при Карлосе Гоне, председателе и генеральном директоре Renault и Nissan. Таварес покинул Renault 29 августа 2013 года, проработав в концерне 32 года.
С 1 января 2014 года был главныи исполнительным директором в PSA Peugeot Citroën.
Инициировал предложение о слиянии PSA с Fiat Chrysler Automobiles. После завершения слияния стал главным исполнительным директором объединённой корпорации Stellantis.
Является членом совета директоров Airbus, (с 2016 г.).
Был президентом Европейской ассоциации автопроизводителей (ACEA) в 2018 году.

## Личная жизнь
У Тавареса трое детей. С 22 лет является автогонщиком-любителем, участвовал в историческом ралли Монте-Карло. Коллекционирует классические автомобили.

## Награды
- Великий офицер ордена «За промышленные и торговые заслуги» (2019, Румыния)[9]